# Elecciones al Parlamento Europeo de 2004
Las Elecciones al Parlamento Europeo de 2004 se desarrollaron del 10 al 13 de junio de 2004. Los ciudadanos de la Unión Europea eligieron a 732 diputados al Parlamento Europeo, es decir 106 representantes más que en las anteriores elecciones debido a la ampliación de los 10 nuevos Estados miembros del Este.
Cada estado eligió el día de las elecciones siguiendo sus reglas y tradiciones. Los votos por correo fueron votados todos simultáneamente en los 25 países miembros de la UE el 13 de junio, y los resultados comunicadoes el 14 de junio.

## Fecha del voto
| Día                 | Estados miembros que votan |
| ------------------- | --- |
| jueves 10 de junio  | Holanda, Reino Unido |
| viernes 11 de junio | República Checa, Irlanda |
| sábado 12 de junio  | República Checa, Italia (1.er día), Letonia, Malta |
| domingo 13 de junio | Alemania, Austria, Bélgica, Chipre, Dinamarca, España, Estonia, Eslovaquia, Eslovenia, Finlandia, Francia, Grecia, Hungría, Italia, Lituania, Luxemburgo, Polonia, Portugal, Suecia |

## Resultados
Composición el 21 de julio de 2004, un día después del inicio de la legislatura (en el que los cuatro eurodiputados de la Liga Norte de Italia, sin afiliar a ningún grupo el día 20, pasan a formar parte de Independencia y Democracia):

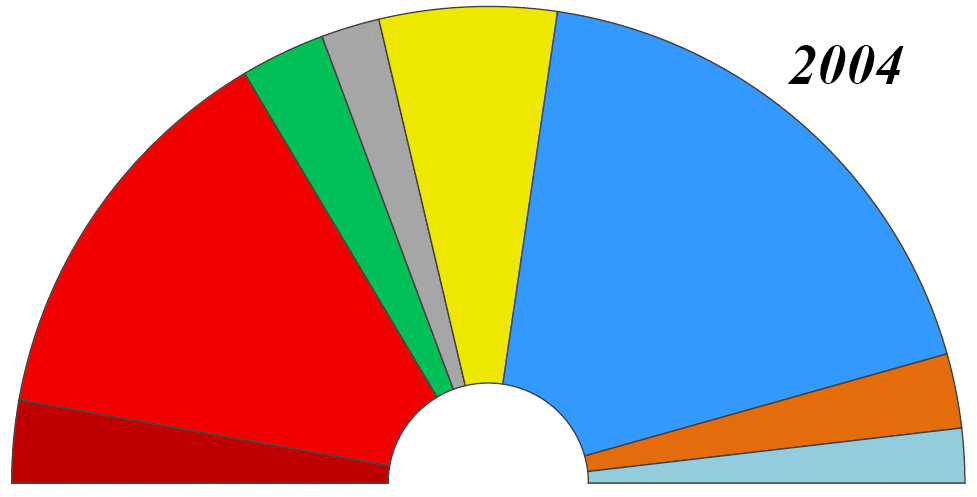
Reparto de eurodiputados:
GUE/NGL
PSE
Verdes/ALE
Otros
ALDE
PPE-DE
ID
UEN

| País            | Grupo en el Parlamento Europeo                                                       | Grupo en el Parlamento Europeo | Grupo en el Parlamento Europeo | Grupo en el Parlamento Europeo | Grupo en el Parlamento Europeo       | Grupo en el Parlamento Europeo | Grupo en el Parlamento Europeo | Grupo en el Parlamento Europeo                                           | Grupo en el Parlamento Europeo | Grupo en el Parlamento Europeo | Grupo en el Parlamento Europeo |
| País            | PPE-DE                                                                               | PSE | ADLE | Los Verdes-ALE | GUE-NGL                              | ID                             | UEN                            | otros                                                                    | escaños                        | %                              | participación                  |
| --------------- | ------------------------------------------------------------------------------------ | --- | --- | --- | ------------------------------------ | ------------------------------ | ------------------------------ | ------------------------------------------------------------------------ | ------------------------------ | ------------------------------ | ------------------------------ |
| Alemania        | 40 (CDU) 9 (CSU)                                                                     | 23 (SPD) | 7 (FDP) | 13 (GRÜNE) | 7 (PDS)                              |                                |                                |                                                                          | 99                             | 13.5%                          | 43.0%                          |
| Austria         | 6 (ÖVP)                                                                              | 7 (SPÖ) | | 2 (GRÜNE) |                                      |                                |                                | 2 (Liste Dr. Hans-Peter Martin) 1 (FPÖ)                                  | 18                             | 2.5%                           | 42.43%                         |
| Bélgica         | 4 (CD&V/N-VA) 1 (CDH) 1 (CSP-EVP)                                                    | 4 (PS) 3 (SP.A, por la coalición SP.A-Spirit)                                                                                      | 3 (VLD, por la coalición VLD-Vivant) 3 (MR) | 1 (Groen!) 1 (Ecolo) |                                      |                                |                                | 3 (VB)                                                                   | 24                             | 3.3%                           | 90.81%                         |
| República Checa | 9 (ODS) 2 (SNK, por la coalición SNK-ED) 2 (KDU–CSL) 1 (ED, por la coalición SNK-ED) | 2 (CSSD) | | | 6 (KSCM)                             | 1 (Nezávislí, independientes)  |                                | 1 (Nezávislí, independientes)                                            | 24                             | 3.3%                           | 28.32%                         |
| Chipre          | 2 (DISY) 1 (GTE)                                                                     | | 1 (DIKO) | | 2 (AKEL)                             |                                |                                |                                                                          | 6                              | 0.8%                           | 71.19%                         |
| Dinamarca       | 1 (Konservative)                                                                     | 5 (S) | 3 (V) 1 (RV) | 1 (SF) | 1 (Folk B.)                          | 1 (Juni B.)                    | 1 (DF)                         |                                                                          | 14                             | 1.9%                           | 47.9%                          |
| Eslovaquia      | 3 (SDKÚ) 3 (KDH) 2 (MKP)                                                             | 3 (SMER) | | |                                      |                                |                                | 3 (LS-HZDS)                                                              | 14                             | 1.9%                           | 16.96%                         |
| Eslovenia       | 2 (NSi) 2 (SDS)                                                                      | 1 (ZLSD) | 2 (LDS) | |                                      |                                |                                |                                                                          | 7                              | 1.0%                           | 28.3%                          |
| España          | 24 (PP)                                                                              | 24 (PSOE) | 1 (CDC, por la coalición Galeusca) 1 (EAJ-PNV, por la coalición Galeusca)                                                                        | 1 (Los Verdes, integrados en la lista del PSOE en virtud de un acuerdo entre ambas formaciones) 1 (ICV, por la coalición IU-ICV-EUiA) 1 (ERC, por la coalición EdP) | 1 (IU, por la coalición IU-ICV-EUiA) |                                |                                |                                                                          | 54                             | 7.4%                           | 45.1%                          |
| Estonia         | 1 (IL)                                                                               | 3 (SDE) | 1 (K) 1 (ER) | |                                      |                                |                                |                                                                          | 6                              | 0.8%                           | 26.83%                         |
| Finlandia       | 4 (Kok.)                                                                             | 3 (SDP) | 4 (Kesk.) 1 (SFP) | 1 (Vihr.) | 1 (VAS)                              |                                |                                |                                                                          | 14                             | 1.9%                           | 41.1%                          |
| Francia         | 17 (UMP)                                                                             | 31 (PS) | 11 (UDF) | 6 (Les Verts) | 3 (PCF)                              | 3 (MPF)                        |                                | 7 (FN)                                                                   | 78                             | 10.7%                          | 42.76%                         |
| Grecia          | 11 (ND)                                                                              | 8 (PASOK) | | | 3 (KKE) 1 (SYN)                      | 1 (LAOS)                       |                                |                                                                          | 24                             | 3.3%                           | 63.4%                          |
| Hungría         | 12 (FIDESZ) 1 (MDF)                                                                  | 9 (MSZP) | 2 (SZDSZ) | |                                      |                                |                                |                                                                          | 24                             | 3.3%                           | 38.5%                          |
| Irlanda         | 5 (FG)                                                                               | 1 (Labour Party) | 1 (Marian Harkin, indep.) | | 1 (SF)                               | 1 (Kathy Sinnott, indep.)      | 4 (FF)                         |                                                                          | 13                             | 1.8%                           | 59.7%                          |
| Italia          | 16 (FI) 5 (UDC) 1 (SVP, por la coalición Uniti nell'Ulivo) 1 (AP-UDEUR) 1 (PP)       | 12 (DS, por la coalición Uniti nell'Ulivo) 2 (SDI, por la coalición Uniti nell'Ulivo) 2 (indep. por la coalición Uniti nell'Ulivo) | 7 (DL, por la coalición Uniti nell'Ulivo) 2 (Lista Emma Bonino) 2 (Società Civile Di Pietro–Occhetto) 1 (MRE, por la coalición Uniti nell'Ulivo) | 2 (Verdi) | 5 (RC) 2 (PdCI)                      | 4 (LN)                         | 9 (AN)                         | 2 (NPSI, por la coalición Socialisti Uniti per l'Europa) 1 (AS) 1 (MSFT) | 78                             | 10.7%                          | 73.1%                          |
| Letonia         | 2 (JL) 1 (TP)                                                                        | | 1 (LC) | 1 (PCTVL) |                                      |                                | 4 (TB-LNNK)                    |                                                                          | 9                              | 1.2%                           | 41.34%                         |
| Lituania        | 2 (TS)                                                                               | 2 (LSDP) | 5 (DP) 2 (LiCS) | |                                      |                                | 1 (VNDPS) 1 (LDP)              |                                                                          | 13                             | 1.8%                           | 48.38%                         |
| Luxemburgo      | 3 (CSV)                                                                              | 1 (LSAP) | 1 (DP) | 1 (Déi Gréng) |                                      |                                |                                |                                                                          | 6                              | 0.8%                           | 90.0%                          |
| Malta           | 2 (PN)                                                                               | 3 (PL) | | |                                      |                                |                                |                                                                          | 5                              | 0.7%                           | 82.37%                         |
| Países Bajos    | 7 (CDA)                                                                              | 7 (PvdA) | 4 (VVD) 1 (D66) | 2 (GL) 2 (ET) | 2 (SP)                               | 2 (CU-SGP)                     |                                |                                                                          |                                | 3.7%                           | 39.3%                          |
| Polonia         | 15 (PO) 4 (PSL)                                                                      | 5 (SLD) 3 (SDPL) | 4 (UW) | |                                      | 10 (LPR)                       | 7 (PiS)                        | 6 (SRP)                                                                  | 54                             | 7.4%                           | 20.87%                         |
| Portugal        | 7 (PSD) 2 (CDS-PP)                                                                   | 12 (PS) | | | 2 (PCP, por la coalición CDU) 1 (BE) |                                |                                |                                                                          | 24                             | 3.3%                           | 38.6%                          |
| Reino Unido     | 27 (Conservatives) 1 (UUP)                                                           | 19 (Labour Party) | 12 (Lib Dems) | 2 (GPEW) 2 (SNP) 1 (PC) | 1 (SF)                               | 11 (UKIP)                      |                                | 1 (UKIP) 1 (DUP)                                                         | 78                             | 10.7%                          | 38.9%                          |
| Suecia          | 4 (M) 1 (KD)                                                                         | 5 (SAP) | 2 (FP) 1 (C) | 1 (MP) | 2 (V)                                | 3 (Junilistan)                 |                                |                                                                          | 19                             | 2.6%                           | 37.8%                          |
| Total           | 268                                                                                  | 200 | 88 | 42 | 41                                   | 37                             | 27                             | 29                                                                       | 732                            | 100.0%                         | 45.6%                          |